# Exidy

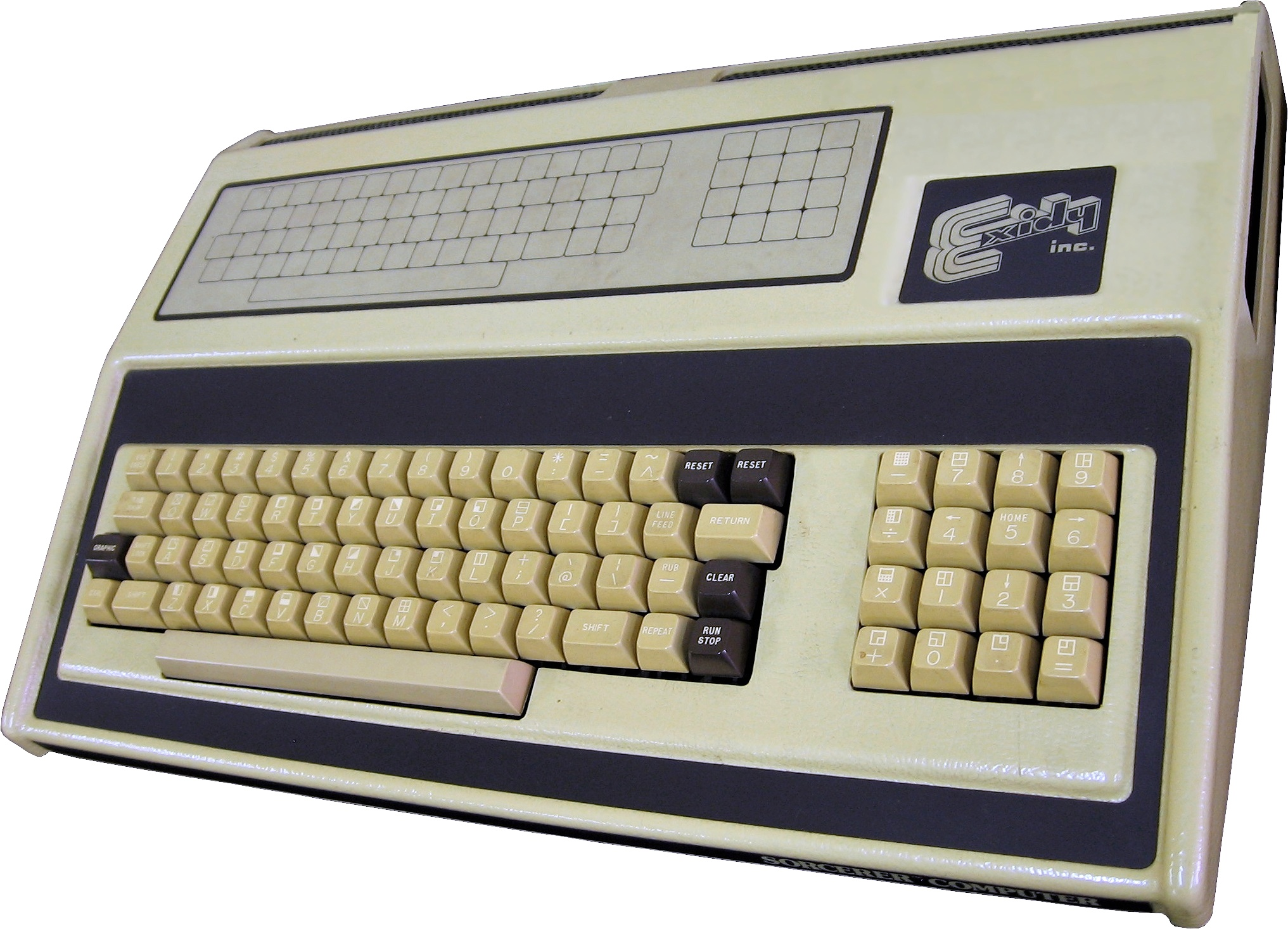
Heimcomputer Exidy Sorcerer

Exidy war ein US-amerikanischer Hersteller von Arcade-Videospielautomaten aus Sunnyvale in Kalifornien, der zu den größten Anbietern in den Jahren 1974 bis 1983 in diesem Markt gehörte. Das Unternehmen wurde gegründet von H.R. „Pete“ Kaufman. Der Unternehmensname (Firma) Exidy war eine Zusammensetzung der Worte „Excellence in Dynamics“.
Bekannte Spiele des Unternehmens waren Circus, Crash, Death Race, Star Fire, Venture, Pepper II, Mouse Trap, Targ, und Spectar. Das Spiel Star Fire hatte zudem eine tragende Rolle in dem Spielfilm Wahnsinnsjagd um Mitternacht. Viele Exidy-Spiele können heute auf dem PC-Emulator M.A.M.E. wieder gespielt werden.
Death Race (1976) war das erste kontroverse Videospiel, da man in diesem Spiel virtuelle Fußgänger überfahren muss.
Exidy entwickelte auch 1978 den Homecomputer Exidy Sorcerer.
1985 gab es mit Vertigo das erste unternehmenseigene Arcade-Simulationsspiel.
2006 erwarb Mean Hamster Software die Namensrechte für neue Spiele unter dem Label Exidy.
Ende 2007/Anfang 2008 wurden nach und nach elf Originalspiele von den Entwicklern als ROM-Abbilder für den Emulator MAME für den privaten, nichtkommerziellen Gebrauch zum freien Download freigegeben.